# Космическо пространство
Вижте пояснителната страница за други значения на „Космос“.
Космическо пространство или Космос (на древногръцки κόσμος – „свят“, „Вселена“) в широк смисъл на думата е Вселената, разглеждана като едно цяло. В по-тесния и най-разпространен смисъл това е пространството отвъд гравитационното влияние на Земята и нейната атмосфера, наред с други астрономически обекти. В най-тесен смисъл космос е пространството около атмосферата на всяко небесно тяло, включително Земята.
Няма определена граница между земната атмосфера и тази среда. Обикновено се смята, че космическото пространство започва на височина от 80 до 120 km от земната повърхност (слой Е от йоносферата). Тъй като атмосферни слоеве има и над тази височина, според други мнения за условна граница приблизително се приема 1000 km. Космическото пространство се нарича външно пространство, за да се разграничи от въздушното пространство (и земните площи).
В Космоса има много галактики, една от които е Млечният път – галактиката, в която се намира Слънчевата система, а в нея и Земята. Дълго време хората са вярвали, че в Космоса има и други планети, обикалящи около далечни звезди, но учените никога не са знаели къде да ги търсят. През XXI век това се променя. Днес астрономите са потвърдили съществуването на повече от 900 извънслънчеви планети, като броят продължава да расте. Някои астрономи смятат, че има поне 100 милиарда планети само в нашата галактика.
Космосът не е напълно празно пространство (т.е. не е идеален вакуум): той е вакуум, съдържащ междузвездна материя с много ниска плътност (съвсем малко частици, предимно плазма от водород и хелий), малки количества кислород (остатък от взрив на звезди), електромагнитно излъчване, магнитни полета, космически прах, космически лъчи от неутрино, както и малко познати форми на материя, като хипотетична тъмна материя и тъмна енергия. Всъщност, във Вселената всеки от тези компоненти допринася за общото количество на веществото, според оценки, в следното съотношение: студено кондензирано вещество (0,03%), звездна материя (0,5%), неутрино (частици без маса, 0,3%), тъмна материя (25%) и тъмна енергия (75%). Физическата природа на последните две форми е все още неясна. Известни са само някои от техните свойства поради гравитационните ефекти, които отбелязват при движението на галактиката, от една страна, и от ускореното разширение на Вселената, от друга. Проучванията показват, че 90 % от масата в повечето галактики е във формата на тъмна материя, която взаимодейства с другата материя чрез гравитационни, но не и електромагнитни сили.
Основната температура, определена от реликтовото излъчване от Големия взрив, е –270,45 °C (2,7 ° К). Плазмата между галактиките представлява около половината от барионната (обикновената) материя във Вселената. Тя има числена плътност по-малка от един водороден атом на кубически метър и температура милиони градуси по Келвин, а локалните концентрации на тази плазма са кондензирани в звезди и галактики. Междугалактичното пространство заема по-голямата част от обема на Вселената, но дори галактиките и звездните системи се състоят почти изцяло от празно пространство.

## Етимология
В първоначалното си разбиране гръцкият термин „космос“ (ред, световен ред) има философска основа, определяща хипотетичен затворен вакуум около Земята – центъра на Вселената. Въпреки това, в латинските езици и заеманията от тях, практическото понятие „пространство“ се прилага към същата семантика (тъй като научно вакуумът, обгръщащ Земята, е безкраен), следователно на български и близък до него език, в резултат на реформена корекция се ражда един вид оксиморон – „космическо пространство“.

## Граници
Няма ясна граница между земната атмосфера и космоса, тъй като атмосферата постепенно се разрежда при отдалечаване от земната повърхност, и все още няма консенсус за това какво да се разглежда като фактор за началото на космоса.
Ако температурата е постоянна, тогава атмосферното налягане ще се промени експоненциално с нарастване на височината от 100 kPa на морско ниво до нула. Международната авиационна федерация определя като работна граница между атмосферата и космоса височина 100 km (линията на Карман), защото на тази височина, за да създаде аеродинамична сила на повдигане, е необходимо въздухоплавателното средство да се движи с първа космическа скорост, при което се губи смисъла на въздушния полет.
През 2009 г. учени от университета в Калгари съобщават, че са построили инструмент, наречен Supra-Thermal Ion Imager (инструмент, който измерва посоката и скоростта на йоните). Чрез него може да се определи средната точка на постепенен преход по протежение на десетки километри от относително слабите ветрове на земната атмосфера към най-силните заредени потоци на частици в космоса, които могат да достигнат скорост над 1000 km/h. Така астрономи от САЩ и Канада измерват границата на влиянието на атмосферните ветрове и началото на въздействието на космическите частици. Тя се намира на надморска височина 118 km и се приема за граница на атмосферата и космическото пространство, въпреки че самата НАСА смята, че границата е 122 km. При такава височина космическите совалки преминават от обикновено маневриране само с ракетни двигатели към аеродинамично с „опора“ на атмосферата. По време на влизане в атмосферата височината 120 km бележи границата, при която атмосферното съпротивление става забележимо.
Друг критерий за границата между атмосферата и космоса може да бъде възможността на тяло да обикаля около Земята. Погрешното схващане обаче е, че след като тялото достигне орбитална скорост, то обикаля около Земята. Невъзможно е да се постигне орбитална скорост близо до земната повърхност с днешната технология, тъй като въздушното съпротивление на въздуха би изисквало твърде много енергия за това (в момента са необходими 32 MJ/kg енергия за изстрелване на космически кораб в орбита). Минималната височина, на която орбиталната скорост се достига относително непрекъснато (до няколко орбити), е 80 km. Атмосферата тук е толкова рядка, че циркулиращите скорости могат да бъдат постигнати с тягата, налична в днешната технология, но тя е толкова плътна, че спирачният ефект от триенето постепенно ще забави устройството и в крайна сметка то ще се разбие. Следователно височината на Карман от 100 километра също е теоретична, тъй като обектите, които орбитират там, все още не са стабилни. На практика стабилната орбита за няколко дни (където забавянето е достатъчно малко, за да издържи космически кораб до няколко дни без непрекъснато ускорение и инвестиране на енергия) изисква височина от най-малко 200 km; стабилна орбита в продължение на години може да бъде достигната на или над 350 km. Тези граници са условни, защото дори да достигне необходимата височина (200 или 350 km), космическият обект ще се движи в околоземна орбита само ако има необходимата скорост. Именно въз основа на тези условия се прави разлика между орбитален полет и суборбитален полет (известен още като скачане в космоса). Тъй като космическото пространство – с изключително опростяване – е празно пространство между небесните тела, неговото разграничаване въз основа на границата на скоростта не е валидно само за Земята, но границата е различна за всяко небесно тяло – височината, на която е вече достигната локалната първа космическа скорост. На Луната например, поради липсата на атмосфера и съответно аеродинамични сили, тази скорост може да се достигне дори на морското равнище, но ако се вземе предвид топографията, орбитата трябва да се направи над най-високите планински върхове.
Атмосферни слоеве има и над изброените височини, затова според други мнения за условна граница се приема приблизително височината 1000 km, над която не преобладават кислородните йони.

## Открития
Около 350 г. преди новата ера гръцкият философ Аристотел предполага, че „природата отблъсква пустотата“ – принцип, който се нарича ужас на вакуума. Тази концепция е построена върху онтологичния аргумент на гръцкия философ Парменид от V век пр.н.е., който отрича възможното съществуване на празнота в пространството. Въз основа на тази идея, че вакуум (пустота) не може да съществува, на Запад е било широко разпространено в продължение на много векове, че пространството не може да бъде празно. В края на 17 век френският философ Рене Декарт твърди, че цялото пространство трябва да бъде запълнено.
В Древен Китай има няколко мисли за природата на небето, някои от които имат сходство с модерното разбиране. През II век пр.н.е. астрономът Джан Хън е убеден, че пространството трябва да бъде безкрайно, простиращо се далеч отвъд механизма, който поддържа Слънцето и звездите. Оцелелите книги на училището Hsüan Yeh казват, че небесата са неограничени, „празни и без съдържание“. По същия начин „слънцето, луната и компанията от звезди плуват в празното пространство, движат се или стоят неподвижно“.
Италианският учен Галилео Галилей е знаел, че въздухът има маса и затова е подложен на тежест. През 1640 г. той демонстрира, че установената сила се противопоставя на образуването на вакуум. Въпреки това, неговият ученик Еванджелиста Торичели създава апарат, който произвежда частичен вакуум през 1643 г. Този експеримент е довел до първия живачен барометър и е научна сензация в Европа. Френският математик Блез Паскал коментира живачната тръба на барометъра на Торичели, заявявайки, че налягането на атмосферата наистина е сила, която избутва живачната колона в тръбата и това се нарича просто атмосферно налягане, което в този случай се предава чрез живак. Паскал обяснява, че ако колоната с живак се поддържа от въздуха, тогава тя трябва да бъде по-къса при по-голяма надморска височина, където налягането на въздуха е по-ниско. През 1648 г. неговият зет, Флорин Перие, повтаря експеримента на планината Пюи дьо Дом в централна Франция и установява, че колоната е по-къса с три инча. Това намаление на налягането се демонстрира допълнително чрез носенето на пълен наполовина балон нагоре по планината и наблюдение, че той постепенно се разширява, след което се свива при спускане.